# Sommerbilleder fra København
Sommerbilleder fra København er en dansk dokumentarisk optagelse fra 1938.

## Handling
Sommer-snapshots fra København og kystlivet: Østerport station, Klampenborgtoget, sejlads ved Hellerup, Dyrehaven, Københavns havn med læsning af fragtskibe, dyrene i Jægersborg Hegn, Tivoli, strandlivet ved Bellevue, fiskerkonerne, byens slotte og kirker, Christianshavn og legepladsen ved volden.
Årstallet er anslået.
Filmen indeholder klip fra filmen Storbyens Symfoni (1935)